# Терентьев, Василий Петрович
Василий Петрович Тере́нтьев (1906 — ?) — один из организаторов советского военного приборостроения, лауреат Сталинской премии первой степени.

## Биография
С 1939 года начальник 4-го Главного управления Наркомата судостроительной промышленности СССР.
С 4 июля 1943 года член Совета по радиолокации при ГКО СССР.
С 24 октября 1945 года зам. наркома, в марте 1946 — апреле 1953 года — заместитель министра судостроительной промышленности СССР.
Участник первого пуска ракеты А-4 на Государственном центральном полигоне МВС СССР 18 октября 1947 года.

## Награды и премии
- Сталинская премия первой степени (1946) — за разработку новой системы приборов управления стрельбой корабельной артиллерии[1]